# HD201671
HD201671 — хімічно пекулярна зоря спектрального класу A0, що має видиму зоряну величину в смузі V приблизно  6,7.
Вона  розташована на відстані близько 2025,8 світлових років від Сонця.

## Фізичні характеристики
Зоря HD201671 обертається 
досить швидко 
навколо своєї осі. Проєкція її екваторіальної швидкості на промінь зору становить  Vsin(i)=128км/сек.